# Bianco di zinco
Il bianco di zinco è un bianco leggermente tendente al giallo, ma molto pallido. Spesso viene anche chiamato bianco di neve o lana chimica ed è un pigmento di origine sintetica (proviene dai vapori dello zinco bruciato ad alte temperature).
| Controllo di autorità | Thesaurus BNCF 31319 |